# Mannum
Mannum – miasto w Australii, w stanie Australia Południowa.